# Jorge Novoa
Jorge Omar Novoa (n. Buenos Aires, Argentina - f. Buenos Aires, Argentina; 29 de enero de 2008)  fue un periodista de televisión y redacciones argentino.

## Carrera
"El Cuis" Novoa, como lo solían apodar, fue un prestigioso periodista de una amplia trayectoria como editor de noticias de espectáculos.
Trabajó durante el 2000 como panelista invitado del programa televisivo Indomables,  al que solía concurrir en una motito a batería, traída de Miami, gestionada por su amiga de toda la vida Silvia Mastrutti. Conducido primero por Lucho Avilés y luego por Mauro Viale y Roberto Pettinato (hijo). También fue columnista de varios programas de debates como el Rumores.
Fue un prolífico editor del Diario Perfil y de las revistas Noticias, La Semana, Semanario, La mano y Enciclopedia Popular.

## Fallecimiento
Jorge Novoa murió el 29 de enero de 2008 en una clínica "La Trinidad" de Palermo a causa de unas complicaciones provocadas por una hemiplejía con la que convivía hacia varios años, producto de una mala praxis tras una operación realizada en el hospital Alemán.